# ظهرة هصان (العدين)

تعديل مصدري - تعديل

ظهرة هصان محلة تابعة لقرية حرض، التابعة لعزلة خباز بمديرية العدين إحدى مديريات محافظة إب في الجمهورية اليمنية، بلغ تعداد سكانها 46 حسب تعداد اليمن لعام 2004.